# 土城子遗址 (哈尔滨)
土城子遗址 ，位于黑龙江省哈尔滨市依兰县。2013年5月，中国国务院公布为第七批全国重点文物保护单位（古遗址）。
遗址是牡丹江下游沿岸地区规模较大的一座古城，是金朝屯兵的城镇之一。土城子遗址坐落于牡丹江右岸的高地上，三面环山，一面临水，有内外两重城墙。